# Laccophilus inornatus
Laccophilus inornatus är en skalbaggsart som beskrevs av Zimmermann 1926. Laccophilus inornatus ingår i släktet Laccophilus och familjen dykare. Inga underarter finns listade i Catalogue of Life.